# Władimir Gardin
Władimir Rostisławowicz Gardin (ros. Владимир Ростиславович Гардин; ur. 18 stycznia 1877 w Moskwie, zm. 29 maja 1965 w Leningradzie) – radziecki aktor, reżyser i scenarzysta filmowy.

## Życiorys
Władimir Gardin karierę aktorską rozpoczął w roku 1898 od występów w teatrze. Pracował w wielu prowincjonalnych teatrach oraz u Komissarżewskiej i Korsza. Zadebiutował w filmie jako aktor i reżyser w 1913. Zajął się ekranizacją dzieł rosyjskiej literatury. Kolejno realizował filmy na podstawie powieści Lwa Tołstoja: Anna Karenina (1914), Sonata Kreutzerowska (1914) oraz wraz z Jakowem Protazanowem Wojna i pokój (1915). Zaadaptował na potrzeby ekranu twórczość Iwana Turgenjewa Szlacheckie gniazdo (1915), W przededniu (1915), oraz Nikołaja Ostrowskiego Dzikuska. Poza klasyką ekranizował również twórczość pisarzy mu współczesnych Andrejewa, Dni naszego życia (1914) oraz Wierbickiej Księga szczęścia.
Po rewolucji październikowej zajął się reżyserią filmów agitacyjnych. Jego pierwszym pełnometrażowym obrazem był zrealizowany wspólnie z uczniami Goskinszkoły (m.in. Wsiewołodem Pudowkinem) Sierp i młot z 1921. Wyreżyserował jeszcze kilka filmów o równie propagandowym charakterze, m.in. Krzyż i Mauzer (1925), Car i poeta (1927). Władimir Gardin odegrał istotną rolę w formowaniu się narodowych kinematografii Ukrainy i Białorusi. Wraz z miejscowymi młodymi twórcami zrealizował tam filmy Ślusarz i kanclerz, Ostap Bandura, Kastuś Kalinowski, istotne dla rozwoju lokalnej produkcji.
W latach 30. Władimir Gardin skupił się na aktorstwie. Role w filmach Turbina 50 000 i Juduszka Gołowlow należały do najlepszych w jego karierze. Ponadto grał wiele ról istotnych dla rozwoju socrealizmu w ZSRR u czołowych reżyserów epoki. Napisał również dwutomowe Wspomnienia (1959–1952).
Został odznaczony m.in. Orderem Czerwonego Sztandaru Pracy.

## Wybrana filmografia

### Reżyser
- 1914 Sonata Kreutzerowska
- 1914 Anna Karenina
- 1915 Wojna i pokój (z Jakowem Protazanowem)
- 1915 Szlacheckie gniazdo
- 1921 Sierp i młot
- 1923 Ślusarz i kanclerz
- 1925 Krzyż i Mauzer
- Kastuś Kalinowski
- 1927 Car i poeta

### Scenarzysta
- 1914 Sonata Kreutzerowska
- 1914 Anna Karenina
- 1915 Wojna i pokój (z Jakowem Protazanowem)
- 1923 Ślusarz i kanclerz
- 1927 Car i poeta

### Aktor
- 1915: Wojna i pokój
- 1923: Ślusarz i kanclerz
- 1932: Turbina 50 000
- 1933: Dwudziestu sześciu komisarzy
- 1934: Nowi ludzie
- 1935: Dubrowski
- 1938: Piotr I (Пётр Первый)
- 1938: Wrogowie
- 1939: Stiepan Razin
- 1941: Antoni Iwanowicz gniewa się (Антон Иванович сердится)
- 1950: Tajna misja (Секретная миссия)